# Pytláctví

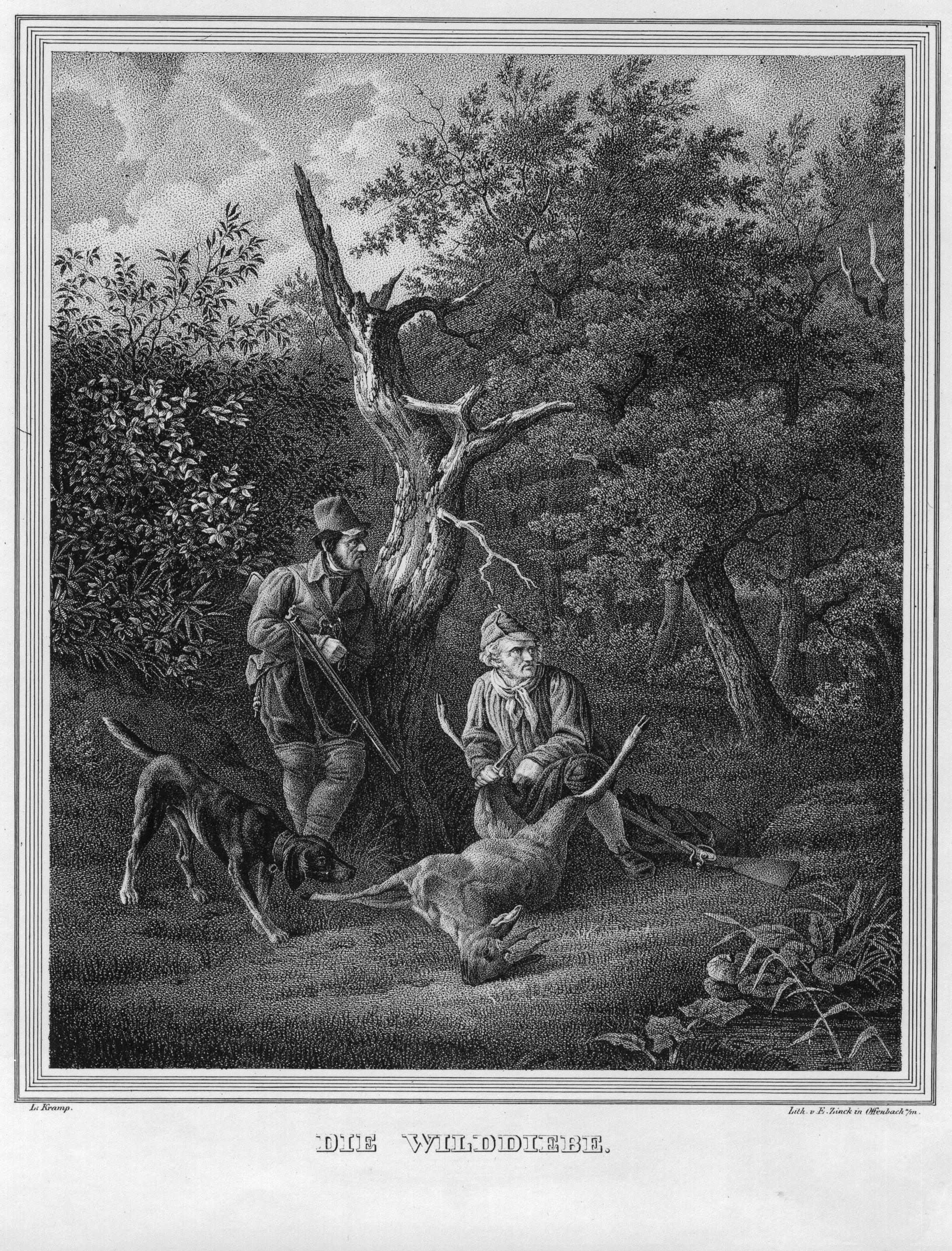
Pytláci, litografie kolem roku 1830

Pytláctví je nelegální lov. Může jít o trestný čin nebo přestupek při neoprávněném provozování myslivosti nebo rybářství za účelem zisku nebo ze vrozené náruživosti. Nezákonnost tohoto činu může být způsobena tím, že není doba lovu pro danou zvěř, lovec nebo rybář nevlastní platnou licenci, zvěř je na nehonební půdě, právo lovit tuto zvěř vlastní někdo jiný, byl použit nelegální způsob lovu (např. přisvětlení, použití kuše nebo luku apod.), zvěř nebo ryby jsou chráněny zákonem.
V chudých regionech je dominantní motivací regionální poptávka po zvěřině nebo mezinárodní obchod s trofejemi a živými zvířaty. Pytláctví může v extrémních případech, spolu s likvidací přirozených biotopů, vést k ohrožení nebo dokonce vyhubení některých živočišných druhů. Pokusy o zákazy nebo regulaci takového obchodu vedou ke zvyšování cen na černém trhu a často problém prohlubují. Nejúčinnější prevencí jsou pravděpodobně farmové chovy cílových druhů, ochrana přirozených ekosystémů a současně ekonomický rozvoj chudých oblastí.

## Pytláctví v České republice
Pytláctví je v České republice i ve světě poměrně rozšířené a i přes určité pokroky se ho nedaří vymýtit. V českých podmínkách jde o starou „lidovou tradici“, která má také kořeny ekonomicko-sociální. Lov některých druhů zvěře náležel ve středověku panovníkovi nebo šlechtě a prostí lidé byli z tohoto druhu lovu vyloučeni. Lesy ale byly hluboké a zvěřina vždy představovala vítané zpestření monotonního jídelníčku. Snad z těch dob pochází rčení „Krást a pytlačit na panským to není hřích“.[zdroj?] Postupem času se stala jediným povoleným způsobem lovu pro lidové vrstvy čižba - chytání ptáků, zatímco lov srstnaté zvěře náležel pouze šlechtě. Dopadení pytláci byli ve středověku a raném novověku přísně trestáni, obvykle pranýřem či oslí jízdou, v těžších případech vypálením cejchu, nucenými pracemi, dokonce i smrtí, zvláště pokud se při zatýkání bránili se zbraní v ruce. Zvláště tvrdým postupem proti pytlákům proslulo Lovecké právo na hradě Buchlově, fungující v 16. a 17. století. Podle dochovaných smolných knih zde byli pytláci většinou věšeni. Rovněž ve středověké Anglii bylo pytláctví trestáno smrtí. Podobně se trestalo i nezákonné chytání perlorodek v panských revírech. Naproti tomu chytání ryb a raků bylo hodnoceno daleko mírněji a trestáno jen peněžitými tresty nebo pranýřem.[zdroj?]
Z minulosti jsou z našeho území i sousedních oblastí známy četné přestřelky mezi lesnickým personálem a přistiženými pytláky, které skončily smrtí nebo zmrzačením některého z aktérů. Pytláci se stejně jako psanci, nebo později pašeráci, potom často stávali opěvovanými lidovými hrdiny. To platí v ještě větší míře pro německé prostředí, kde byli takto opěvování např. Matthias Klostermeyer zvaný Bavorský Hiesel nebo Adam Hasenstab. Památkou na takové události bývají v lesích umístěné pomníčky a kříže (například Stammelova smrt a Hennrichův kříž v Jizerských horách).
Krom pytláků, kteří loví, aby si opatřili vzrušení, maso nebo trofeje, na které nemají nárok, a případně je dál zpeněžili, hraje na českém území roli též pytláctví samotných myslivců, zaměřené především na chráněné a přísně chráněné dravce živící se zvířaty, která jsou objektem zájmu myslivců. Myslivci považují tyto dravce za nežádoucí konkurenci (stále se přitom drží dělení zvířat na "užitková" a "škodná") a v řadě případů zákony a vyhlášky o jejich ochraně prostě ignorují. Zejména jsou těmito postoji ohroženi draví ptáci, o nichž mezi mysliveckou veřejností stále panují rozpolcené názory. O přetrvávajícím problému svědčí i fakt, že existují firmy, které vyrábějí myslivecké vábničky zaměřené na chráněné druhy ptactva.

## Pytláctví jako trestný čin nebo přestupek
Kořeny pytláctví lze vystopovat už na samém úsvitu lidské civilizace. Pytláctví bylo vždy spojeno s oblastí lovu a ochrany volně žijících živočichů. Ve chvíli kdy vzniklo právo lovu a rozdělilo tak lidskou společnost na ty, kteří oprávněním k lovu zvěře a ryb disponovali a na ty, kteří toto oprávnění neměli, vznikl fenomén pytláctví. Ačkoliv bylo pytláctví v minulosti velmi přísně trestáno, nikdy se je nepodařilo zcela vymýtit. Kvetlo hlavně v období válek a hladomorů, ale i v klidnějších dobách si mnozí přivydělávali prodejem upytlačené zvěře či ryb. Ve středověku a v raném novověku pytláci často končili na šibenici. V roce 1562 buchlovský soud odsoudil pytláka k trestu smrti tzv. „starým způsobem“, kdy odsouzený byl oběšen v srnčích a zvířecích kůžích s přibitými parohy nad hlavou.
Český trestní zákoník obsahuje skutkovou podstatu trestného činu pytláctví ve svém ustanovení § 304. Tento trestný čin spáchá ten, kdo neoprávněně uloví zvěř nebo ryby v hodnotě nikoli nepatrné nebo ukryje, na sebe nebo jiného převede nebo přechovává neoprávněně ulovenou zvěř nebo ryby v hodnotě nikoli nepatrné. Zvěří se pak rozumí druhy volně žijících živočichů uvedených v § 2 písm. c) a d) zákona č. 449/2001 Sb., o myslivosti.
Za pytláctví hrozí trest odnětí svobody až na dvě léta, zákazem činnosti nebo propadnutím věci nebo jiné majetkové hodnoty. Přísněji zákon trestá toho, kdo pytlačí jako člen organizované skupiny, získá takovým činem pro sebe nebo pro jiného větší prospěch, spáchá takový čin jako osoba, která má zvlášť uloženou povinnost chránit životní prostředí (např. lesní stráž), spáchá takový čin zvlášť zavrženíhodným způsobem (použije např. do železa či do oka), hromadně účinným způsobem (např. výbušnina) nebo v době hájení nebo byl za takový čin v posledních třech letech odsouzen nebo potrestán. Pak může být potrestán trestem odnětí svobody na šest měsíců až pět let, peněžitým trestem nebo propadnutím věci.
Oproti původní úpravě v trestním zákoně, kdy se pytláctví dopustil ten, kdo neoprávněně pouze „lovil“, je nyní k trestněprávnímu postihu vyžadováno již „ulovení“. Sankce jen za pokusy o ulovení dříve řešil zákon o přestupcích (č. 200/1990 Sb.). Od 1. července 2017 obsahuje zákon o myslivosti v § 48a a § 63 odst. 1 písm. b) přestupek neoprávněného lovu zvěře, kam rovněž spadá i pokus o ulovení bez platné povolenky k lovu. Za něj lze uložit pokutu až do výše 30 000 Kč (při opakování v jednom roce až 60 000 Kč), případně také zákaz činnosti až na dva roky a odebrání loveckého lístku. Kromě toho ten, kdo neoprávněně lovil, má podle § 56 zákona o myslivosti i povinnost náhrady vzniklé škody vůči oprávněnému uživateli honitby.

## Zajímavosti
Za vlády Marie Terezie bylo pytláctví trestáno až deseti lety nucených prací, nejčastěji na stavbách vojenských pevností, nebo vypovězením ze země.
Lovecký řád vydaný za císaře Josefa II. ještě připouštěl zastřelení pytláka.